# حصار (لطف‌آباد)
حصار روستایی است از توابع بخش لطف‌آباد و در شهرستان درگز استان خراسان رضوی ایران.مردم این روستا به زبان ترکی خراسانی تکلم دارند.

## جمعیت
این روستا در دهستان دیباج قرار داشته و بر اساس سرشماری سال ۱۳۸۵ جمعیت آن (۱۰۰ خانوار) ۲۸۶ نفر بوده است.

## منبع
1. ↑  «درگاه ملی آمار». بایگانی‌شده از اصلی در ۸ اکتبر ۲۰۰۷. دریافت‌شده در ۵ ژوئیه ۲۰۰۸.